# Bebirva
Bebirva je řeka v Litvě, v Žemaitsku, levý přítok řeky Šaltuona. Pramení mezi vesnicemi Keryvai a Poškiškė, u dálnice A1, 13 km na jihovýchod od okresního města Raseiniai. Teče převážně směrem západním, protéká okresy Raseiniai a Jurbarkas. Říční údolí je mělké a úzké. Plocha povodí je 140,7 km², průměrný průtok je 1,03 m³/s, průměrný spád je 202 cm/km. V Pramedžiavě protéká rybníkem. Na dolním toku meandruje více než na horním. Protéká okraji lesů Vadžgirio miškas, Žvirblaukio miškas a několika dalších. Do řeky Šaltuona se vlévá 1 km na sever od vsi Lapgiriai, 29,9 km od jejího ústí do Šešuvisu.

## Přítoky
- Levé:

| Hydrologické pořadí | Řeka       | Délka (km) | Povodí (km²) | Vzdálenost od ústí (km) | Ústí kde | Koordináty ústí |
| ------------------- | ---------- | ---------- | ------------ | ----------------------- | -------- | --------------- |
| 16010866            | Tošė       | 7,9        | 7,3          | 17,9                    |          |                 |
| 16010867            | Tolupis    | 11,4       | 27,7         | 12,9                    |          |                 |
| 16010871            | Gakštikas  | 3,2        | 2,3          | 12,7                    |          |                 |
| 16010874            | Bebirvytis | 13,9       | 26,2         | 6,8                     |          |                 |
| 16010878            | Logupis    | 5,1        | 6,0          | 5,2                     |          |                 |
| 16010879            | Driūbinas  | 5,4        | 7,3          | 0,2                     |          |                 |

- Pravé:

| Hydrologické pořadí | Řeka      | Délka (km) | Povodí (km²) | Vzdálenost od ústí (km) | Ústí kde | Koordináty ústí |
| ------------------- | --------- | ---------- | ------------ | ----------------------- | -------- | --------------- |
| 16010862            | Lendrė    | 1,6        | 0,9          | 26,9                    |          |                 |
| 16010863            | Rudupis   | 3,0        | 3,7          | 26,1                    |          |                 |
| 16010864            | Krioklė   | 4,0        | 3,9          | 24,1                    |          |                 |
| 16010865            | Rokklonis | 3,8        | 3,2          | 22,0                    |          |                 |
| 16010872            | Leiškonė  | 4,0        | 5,5          | 11,7                    |          |                 |
| 16010877            | Kartupis  | 10,8       | 7,7          | 6,3                     |          |                 |

## Přilehlé obce
Poškiškė, Plaušiniai, Pramedžiava, Vengerskai, Rudžiai, Bliūdžiai, Šilkalnis, Bebirvai, Pabebirvys, Vidžgirys, Bulzgeniškiai, Žvirblaukys, Lapgiriai.